# Longfield
Longfield – wieś w Anglii, w hrabstwie Kent, w dystrykcie Dartford. Leży 21 km na północny zachód od miasta Maidstone i 33 km na wschód od centrum Londynu.